# Deng Mengnü
Deng Mengnü, född okänt år, död 165, var en kinesisk kejsarinna, gift med kejsar Han Huandi. 
Hennes styvfar var farbror till minister Liang Jis maka, som placerade henne i kejsarens harem för att vinna inflytande. För att förhindra hennes mor från att istället få inflytande genom henne, försökte Liang Ji och hans anhängare mörda henne. Mordförsöket ledde till att kejsaren slutligen utplånade Liang Ji och hans parti. Deng Mengnü var vacker och gynnades initialt av kejsaren, men sedan hon visat sig svartsjuk på hans konkubiner, lät han avsätta och fängsla henne. 